# Upper Arlington
Upper Arlington is een plaats (city) in de Amerikaanse staat Ohio, en valt bestuurlijk gezien onder Franklin County.

## Demografie
Bij de volkstelling in 2000 werd het aantal inwoners vastgesteld op 33.686.
In 2006 is het aantal inwoners door het United States Census Bureau geschat op 31.326, een daling van 2360 (-7.0%).

## Geografie
Volgens het United States Census Bureau beslaat de plaats een oppervlakte van
25,4 km², waarvan 25,3 km² land en 0,1 km² water.

## Plaatsen in de nabije omgeving
De onderstaande figuur toont nabijgelegen plaatsen in een straal van 8 km rond Upper Arlington.